# Breaker Morant (pel·lícula)
Breaker Morant és una pel·lícula de guerra dramàtica australiana del 1980 dirigida per Bruce Beresford, que va coescriure el guió basat en l'obra homònima de Kenneth G. Ross de 1978.
El film tracta del consell de guerra de 1902 dels lloctinents Harry Morant, Peter Handcock i George Witton—un dels primers processaments per crim de guerra en la història militar britànica. Els australians que servien a l'Exèrcit Britànic durant la Segona Guerra Bòer, Morant, Handcock i Witton van ser acusats d'assassinar combatents enemics capturats i un civil desarmat al Nord de Transvaal. La pel·lícula destaca per la seva exploració de la defensa Nuremberg, la política de la pena de mort i el cost humà de la guerra total. A mesura que es desenvolupa la prova, els esdeveniments en qüestió es mostren en salts enrere.

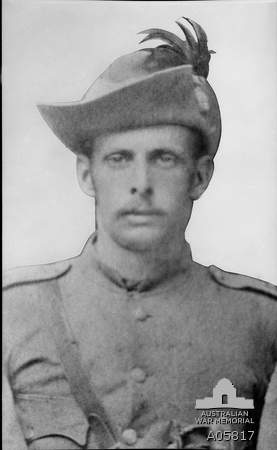
Breaker Morant (1899)

El 1980, la pel·lícula va guanyar deu premis de l'Australian Film Institute incloses Millor pel·lícula, Millor direcció, actor principal, actor secundari, guió, direcció artística, cinematografia i muntatge. També va ser nominada a l'Oscar al millor guió adaptat de 1980.

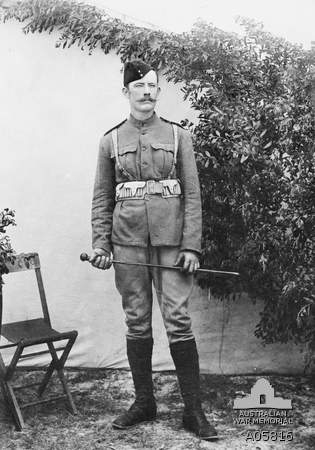
Peter Handcock

Breaker Morant continua de ser el film amb el qual Beresford s'identifica més i ha "elevat les imatges dels oficials acusats al nivell d'icones i màrtirs australians". En una entrevista de 1999, Beresford va explicar que Breaker Morant "mai va pretendre ni un moment" que els acusats no fossin culpables dels càrrecs. Tenia la intenció del film per explorar com les atrocitats en temps de guerra poden ser "comeses per persones que semblen bastant normals". Beresford va concloure que estava "sorprès" que tanta gent veiés la seva pel·lícula com els "pobres australians que van ser assenyalats pels britànics".

## Argument
El film relata el judici de tres soldats australians, oficials del Bushveldt Carbineer a Sud-àfrica. Harry "Breaker" Morant, Peter Handcock i George Witton estan acusats d'assassinar presoners bòers. Morant i Handcock són acusats d'haver afusellat un missioner alemany, el reverend Heese. El seu advocat, el major J. F. Thomas, només té un dia per preparar la seva defensa.
Lord Kitchener, que ordena el judici, espera posar fi a la Segona Guerra Bòer amb una conferència de pau. Per tant, utilitza el judici de Morant per mostrar el seu desig de jutjar amb fermesa els seus propis soldats quan desobeeixen les regles de la guerra. Tanmateix, tal com ha esmentat un dels personatges, el cas és complex i implica un càrrec d'assassinat contra soldats en servei actiu. Kitchener, però, està decidit a obtenir un veredicte de culpabilitat del Tribunal de Justícia.
S'hi desenvolupen les causes i circumstàncies d'aquest judici. Morant va executar presoners boer en represàlia per la mutilació i la mort del seu amic i superior immediat, el capità Hunt. Enfurismat per aquest incident, Morant va atacar el camp d'internament bòer, on va capturar un presoner bòer que duia la jaqueta caqui del capità Hunt. Morant ordena que l'executin, cosa que es fa immediatament.
L'assassinat dels altres sis presoners bòers va tenir lloc de manera similar. Tot i que es van retre, van ser assassinats. Morant es justifica: Coneixeu les ordres del Whitehall. Si mostren una bandera blanca, fem veure que no la veiem. No la vam veure. Abans de l'execució, Morant es va adonar que Hesse estava parlant amb els presoners bòers, posats sota guàrdia. Morant, furiós, està convençut que Hesse és un espia però no en té cap prova. Una conversa amb Hancock va portar a aquest últim a agafar una pistola i un cavall i seguir en Hesse, que va ser trobat mort l'endemà al matí.
Durant el judici, la inclinació del tribunal a pronunciar un veredicte de culpabilitat es fa evident, així com les maquinacions polítiques. El punt central és si les ordres d'executar els presoners bòers provenien de Kitchener. El major Thomas va dir que hi havia una ordre permanent però no escrita. Les ordres es van passar verbalment al capità Hunt, que les va passar verbalment a Morant i, per tant, és impossible demostrar l'existència de l'ordre.
Irònicament, encara que Morant va seguir les ordres, ell i Handcock van ser directament responsables de l'assassinat de Hesse. Handcock, que havia pres la precaució d'obtenir una coartada de dos "amics", va admetre a Witton que seguia a Hesse i que en realitat el va assassinar. No obstant això, el tribunal els va absoldre de l'assassinat de Hesse, tot i conservant els altres dos càrrecs.
Una circumstància convenient va ser l'absència de Kitchener de la zona en aquell moment, que tampoc no estava disponible per decidir sobre una sanció, tot i que va commutar la condemna de Witton per cadena perpètua abans de la seva marxa. Morant i Handcock van ser afusellats l'endemà al matí, i Witton va ser portat al transport de la presó.
Al final de la pel·lícula apareix un resum i s'indica què passa amb alguns dels personatges. Thomas va tornar a la seva Austràlia natal, on va continuar la seva pràctica com a advocat, encara que limitat a la redacció de testaments i registres de la propietat. Witton va complir tres anys de la seva condemna, però va ser alliberat després de la protesta nacional per l'afer i va escriure un llibre, Specoats of the Empire, sobre l'afer. Això va inflamar tan ràpidament l'opinió pública que va ser censurat pel govern britànic durant les dues guerres mundials, a causa dels sentiments antibritànics expressats.

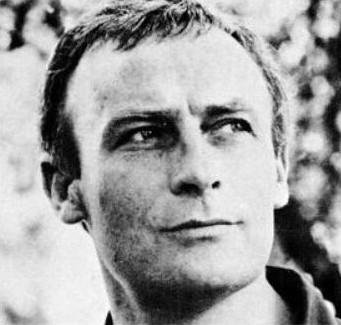
Edward Woodward interpreta Breaker Morant

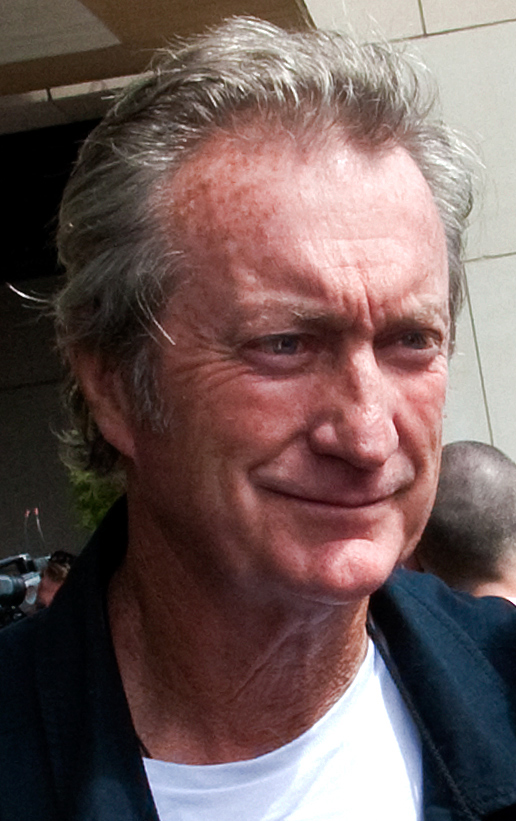
Bryan Brown interpreta Peter Handcock

## Repartiment
- Edward Woodward com el tinent Harry "Breaker" Morant
- Bryan Brown com el tinent Peter Handcock
- Lewis Fitz-Gerald com el tinent George Ramsdale Witton
- Jack Thompson com a Maj. James Francis Thomas
- John Waters com el capità Alfred Taylor
- Rod Mullinar com a Mag. Charles Bolton
- Charles 'Bud' Tingwell com el tinent coronel Danny
- Terence Donovan com el cap. Simon Hunt
- Alan Cassell com a Lord Kitchener
- Vincent Ball com a Col. Hamilton
- Ray Meagher com el sergent. maj. Drummond
- Chris Haywood com a Cpl. Agut
- Russell Kiefel com a Christiaan Botha
- Rob Steele com el capità. Robertson
- Chris Smith com el sgt. Cameron
- Frank Wilson com el Dr. Johnson
- Bruno Knez com a Rev. Hesse

## Producció
El finançament provenia de la SAFC, l'Australian Film Commission, la Seven Network i PACT Productions. Els distribuïdors, Roadshow, van insistir perquè Jack Thompson hi tingués un paper. La pel·lícula va ser la segona de dues pel·lícules de Beresford destinades a fer per a la South Australian Film Corporation. Volia fer Breakout, sobre el Cowra Breakout però no va trobar un guió amb el qual estigués satisfet, així que va recórrer a la història de Breaker Morant.

## Incorreccions històriques

### Presumpta pressió alemanya
En conversa amb Bolton, Lord Kitchener afirma que el Kàiser Guillem II ha protestat formalment per l'assassinat de Hesse, a qui descriu com un ciutadà alemany. Diu que el poble alemany recolza la causa bòer, que el seu govern cobeja les mines d'or i diamants de les Repúbliques bòers i que el govern britànic tem l'entrada alemanya a la guerra. Per això, explica Kitchener, que Morant, Handcock i Witton han de ser condemnats a tota costa.
Segons l'historiador sud-africà Charles Leach, la llegenda que el Ministeri d'Afers Exteriors alemany va protestar per l'assassinat de Hesse "no es pot demostrar per canals oficials". "No s'ha trobat cap comunicació personal o directa" entre el kàiser i el seu oncle, el rei Eduard VII del Regne Unit, "malgrat la llegenda generalitzada que aquest va ser definitivament el cas". Les preguntes plantejades a la Cambra dels Comuns el 8 d'abril de 1902 van ser contestades insistint que el Ministeri de la Guerra, el Ministeri d'Afers Exteriors o Lord Kitchener no havien rebut "cap comunicació d'aquest tipus sobre aquest tema" "en nom del govern alemany".
Segons el dret internacional, el govern alemany no tenia motius per protestar. Tot i estar adscrit a la Societat Missionera de Berlín, Hesse havia nascut a la Colònia del Cap i "era, tècnicament parlant, un súbdit britànic, i no un ciutadà alemany". No obstant això, l'escena conté un nucli de veritat. Leach escriu: "Diversos historiadors eminents sud-africans, entusiastes locals i comentaristes comparteixen l'opinió que si no hagués estat per l'assassinat de Hesse, cap dels altres catrabiners de Bushveldt hauria estat jutjat".

### Tres acusats
Tot i que Morant, Handcock i Witton es mostren com a jutjats, hi havia tres acusats més:
- El tinent Henry Picton, un oficial australià d'origen britànic dels Bushveldt Carbineers, va ser acusat juntament amb Morant, Handcock i Witton de "cometre el delicte d'assassinat" per donar un "tret de gràcia" després de l'execució del presoner ferit Floris Visser. Picton va ser declarat culpable d'homicidi involuntari i condemnat a ser deposat de les Forces Armades Britàniques.[10]
- El capità Alfred James Taylor, el comandant anglo-irlandès de la intel·ligència militar a Fort Edward, va ser acusat de l'assassinat de sis homes i nens afrikaners desarmats, el robatori de els seus diners i bestiar, i el posterior assassinat d'un soldat de carabiners de Bushveldt. Va ser absolt.[11]
- El major Robert Lenehan, el comandant de camp australià dels carabiners de Bushveldt, va ser acusat d'ocultar l'assassinat d'un soldat de carabiners de Bushveldt que havia desaprovat disparar presoners. L'acusació oficial va ser "Quan estava en servei actiu per negligència culpable no haver fet un informe que tenia el deure de fer". Lenehan va ser declarat culpable i condemnat a una amonestació.[12]

### Papel d'altres rangs i Coronel Hall
Els soldats de la guarnició de Fort Edward que van testificar contra Morant, Handcock i Witton es descriuen com a motivats per rancúnies contra els seus antics oficials. Un bon exemple és el caporal Sharp, que expressa la seva voluntat de travessar Sud-àfrica per servir al pelotón d'afusellament dels acusats. Altres testimonis de l'acusació han estat expulsats dels Bushveldt Carbineers acusats per saqueig, embriaguesa i altres delictes. Tots estan retratats amb accents britànics.
Hall, l'oficial que comandava a Pietersburg, és representat com a plenament conscient i fins i tot com a complicitat de les tàctiques de la guerra total de la guarnició de Fort Edward. També es descriu que havia estat enviat a l'Índia per impedir-li declarar favorablement a la defensa. Documents supervivents narren que la detenció dels sis acusats va ser "ordenada" per Hall després d'una carta dels altres oficials a Fort Edward. La carta, datada el 4 d'octubre de 1901, va ser escrita pel soldat de la BVC Robert Mitchell Cochrane, un antic Jutge de Pau d'Austràlia Occidental i signada per 15 membres de la guarnició de Fort Edward.
Després d'enumerar nombrosos assassinats i intents d'assassinat de presoners boer desarmats, civils locals i personal de BVC que ho desaprovaven, la carta concloïa: "Senyor, molts de nosaltres som australians que hem lluitat gairebé arreu del món mentre que d'altres són afrikaners que han lluitat des de Colenso fins ara. No podem tornar a casa amb l'estigma d'aquests crims adjunt als nostres noms. Per això preguem humilment perquè els oficials imperials realitzin una investigació completa i exhaustiva per tal que s'obtingui la veritat i es faci justícia. També demanem que tots els testimonis es mantinguin al campament a Pietersburg fins que s'acabi la investigació. Tan profundament deplorem l'oprobi que ha de ser inseparablement vinculat a aquests crims que amb prou feines un home un cop acabat el seu temps es pot imposar tornar a allistar-se en aquest cos. Confiant pel mèrit de pensar que concedireu la investigació que demanem".

### Detenció a Fort Edward
Durant la seva conversa amb Handcock i Witton al pati de la presó, Morant al·lega que l'Exèrcit Britànic els ha marcat per mort "des que ens van arrestar a Fort Edward", però les seves detencions van tenir lloc en altres llocs. Després de la carta, Hall va convocar tots els oficials i suboficials de Fort Edward a Pietersburg el 21 d'octubre de 1901. Tots van ser rebuts per un grup d'infanteria muntada a cinc milles fora de Pietersburg el matí del 23 d'octubre de 1901 i "els va portar a la ciutat com delinqüents". Morant va ser arrestat després de tornar del permís a Pretòria, on havia anat a resoldre els assumptes del seu difunt amic, el capità Hunt.

### Rebuig de peticions de clemència
A la pel·lícula, l'exèrcit britànic està decidit a matar els acusats. Segons els historiadors australians Margaret Carnegie i Frank Shields, Morant i Handcock van rebutjar una oferta d'immunitat jurídica a canvi de delació premiada. Els fiscals militars suposadament esperaven utilitzar-los com a testimonis contra el major de la BVC Robert Lenehan, que es creia que havia donat ordres de no fer presoners. Cap al final de la pel·lícula, Taylor informa a Morant que l'exèrcit britànic mai s'atrevirà a processar-lo, ja que realment pot implicar a Kitchener en crims de guerra. Segons l'historiador sud-africà Andries Pretorius, gairebé segur que el judici d'Alfred Taylor es va deixar l'últim perquè "la fiscalia devia haver esperat", en va per als agents acusats, "implicar Taylor". La seva negativa a fer-ho sembla haver garantit que Taylor no fos condemnat al seu judici.

### Capità Hunt
A la pel·lícula, Hunt es representa de manera imprecisa amb un accent australià. Segons l'historiador sud-africà Charles Leach, el capità Hunt "era un anglès, un antic tinent dels Kitchener's Fighting Scouts i un excel·lent genet". Una fotografia supervivent de Hunt també revela que era molt més jove que l'actor que l'interpreta a la pantalla.

### Data de la mort de Witton
La pel·lícula afirma que Witton va morir el 1943. En realitat, va morir de complicacions després de patir un atac de cor el 14 d'agost de 1942.

## Resposta crítica
Rotten Tomatoes va donar a Breaker Morant una puntuació d'aprovació del 100%, basada en 23 ressenyes, amb una puntuació mitjana de 8,39/10.
La pel·lícula també va provocar un debat sobre el llegat del judici amb la seva temàtica pacifista. D. L. Kershen va escriure "Breaker Morant narra la història de la cort marcial de Harry Morant, Peter Handcock i George Witton a Sud-àfrica el 1902. No obstant això, el seu tema principal és que "la guerra és malvada". Breaker Morant és una bella declaració contra la guerra: una súplica pel final de les intrigues i crims que comporta la guerra".
| « | El problema clar de la pel·lícula és la responsabilitat dels soldats en guerra pels actes aprovats pels seus superiors. Un altre tema, que em sembla especialment fascinant, és el de l'equitat de l'audiència. Preguntàrem si hi havia procés degut, després de tenir en compte els requisits del camp de batalla. Breaker Morant demostra què passa quan no s'observa el degut procés? | » |

Bruce Beresford va afirmar que la pel·lícula sovint s'entén malament com la història d'homes assenyalats pels britànics,
| « | Però no es tracta res d'això. La pel·lícula mai va afirmar ni un moment que no fossin culpables. Deia que eren culpables. Però el que era interessant és que analitzava per què els homes en aquesta situació es comportarien com mai abans en la seva vida. Són les pressions que es fan a la gent en temps de guerra... Mireu totes les coses que passen en aquests països comeses per gent que sembla normal. Això era el que m'interessava examinar. Sempre em sorprèn quan la gent em diu que es tracta d'una pel·lícula sobre australians pobres que van ser assenyalats pels britànics. | » |

Després de l'èxit de Breaker Morant, a Beresford se li van oferir desenes de guions de Hollywood incloent Tender Mercies, que més tard va dirigir. La pel·lícula de 1983 li va valer la seva única nominació a l'Oscar al millor director fins ara, tot i que Tot passejant Miss Daisy (1989) que va dirigir, va guanyar l'Oscar a la millor pel·lícula. Beresford va dir que Breaker Morant no va tenir tan èxit comercialment,
| « | Críticament, era important, que és un factor clau, i s'ha anat mostrant al llarg dels anys. Sempre que estic a Los Angeles, sempre és a la televisió. Rebo trucades telefòniques de gent que em diu: "He vist la teva pel·lícula, pots fer alguna cosa per nosaltres?" Però, estan veient una pel·lícula de fa vint anys. Aleshores no va tenir gaire públic. Ningú va anar a veure-la d'arreu del món. Va obrir i tancar a Amèrica en menys d'una setmana. I a Londres, recordo que va passar quatre dies al West End de Londres. Comercialment, un desastre, però... És una pel·lícula de la qual la gent em parla tot el temps. | » |

## Premis
| Premi                                         | Categoria                               | Subjecte                                                    | Resultat  |
| --------------------------------------------- | --------------------------------------- | ----------------------------------------------------------- | --------- |
| Premis AACTA (1980 AFI Awards)                | Millor pel·lícula                       | Matt Carroll                                                | Guanyador |
| Premis AACTA (1980 AFI Awards)                | Millor direcció                         | Bruce Beresford                                             | Guanyador |
| Premis AACTA (1980 AFI Awards)                | Millor guió, original o adaptat         | Jonathan Hardy, David Stevens i Bruce Beresford             | Guanyador |
| Premis AACTA (1980 AFI Awards)                | Millor actor                            | Jack Thompson                                               | Guanyador |
| Premis AACTA (1980 AFI Awards)                | Millor actor                            | Edward Woodward                                             | Nominat   |
| Premis AACTA (1980 AFI Awards)                | Millor actor secundari                  | Lewis Fitz-Gerald                                           | Nominat   |
| Premis AACTA (1980 AFI Awards)                | Millor actor secundari                  | Bryan Brown                                                 | Guanyador |
| Premis AACTA (1980 AFI Awards)                | Millor actor secundari                  | Charles 'Bud' Tingwell                                      | Nominat   |
| Premis AACTA (1980 AFI Awards)                | Millor fotografia                       | Donald McAlpine                                             | Guanyador |
| Premis AACTA (1980 AFI Awards)                | Millor vestuari                         | Anna Senior                                                 | Guanyador |
| Premis AACTA (1980 AFI Awards)                | Millor muntatge                         | William M. Anderson                                         | Guanyador |
| Premis AACTA (1980 AFI Awards)                | Millor disseny de producció             | David Copping                                               | Guanyador |
| Premis AACTA (1980 AFI Awards)                | Millor so                               | William Anderson, Jeanine Chiavlo, Phil Judd i Gary Wilkins | Guanyador |
| Premis Oscar                                  | Millor guió adaptat                     | Jonathan Hardy, David Stevens and Bruce Beresford           | Nominat   |
| 33è Festival Internacional de Cinema de Canes | Palma d'Or                              | Bruce Beresford                                             | Nominat   |
| 33è Festival Internacional de Cinema de Canes | Millor actor secundari                  | Jack Thompson                                               | Guanyador |
| Premis Globus d'Or                            | Millor pel·lícula estrangera            | Millor pel·lícula estrangera                                | Nominat   |
| Kansas City Film Critics Circle               | Millor pel·lícula estrangera            | Millor pel·lícula estrangera                                | Guanyador |
| NBR Award                                     | Top 10 Films                            | Top 10 Films                                                | Guanyador |
| NYFCC Award                                   | Millor pel·lícula en llengua estrangera | Millor pel·lícula en llengua estrangera                     | 2n lloc   |

## Mitjans domèstics
REEL Corporation va llançar un DVD l'any 2001 amb una durada de 104 minuts. Image Entertainment va llançar una versió en Blu-ray Disc de la pel·lícula als EUA el 5 de febrer de 2008 (107 minuts), inclòs el documental "The Boer War", un relat detallat dels fets històrics representats a la pel·lícula. El 2015 la pel·lícula va ser estrenada per The Criterion Collection tant en DVD com en Blu-ray.